# Wilde Sehnsucht
Wilde Sehnsucht (Alternativer Titel: Wilde Alice) ist ein TV-Drama von Diane Keaton und eine Literaturverfilmung des Romans Alice von 1988 der US-amerikanische Autorin Sara Flanigan. Der Film ermöglichte der damals fünfzehnjährigen Reese Witherspoon ihre erste Fernsehrolle.

## Handlung
Die Geschichte spielt im ländlichen Süden der Vereinigten Staaten in den 1930er Jahren und erzählt, wie sich die Jugendlichen Sammy und Ellie mit dem Mädchen Alice anfreunden, welche unter Epilepsie leidet. Ihr gewalttätiger Stiefvater glaubt, dass ihre Anfälle das Werk des Teufels sind, deshalb wird sie hinter dem Haus in einem abgelegenen Schuppen wie ein Stück Vieh gefangen gehalten. Alice wirkt geistig zurückgeblieben, es stellt sich aber heraus, dass sie keineswegs zurückgeblieben, sondern lediglich schwerhörig ist.
Die Jugendlichen treffen sich heimlich mit Alice, und Alice beginnt durch den Kontakt mit Ellie und Sammy aufzublühen. Als der Stiefvater die heimliche Freundschaft bemerkt, kommt es zur Konfrontation, doch mit Hilfe der beiden Jugendlichen schafft es die junge Alice, sich allmählich in die Alltagsgesellschaft zu integrieren.

## Kritik
| „Liebevolle Romanverfilmung, einfühlsam inszeniert und gespielt. – Sehenswert.“ – Lexikon des internationalen Films |

## Sonstiges
Der Film lief am 4. Juni 1996 im ZDF. Im Vereinigten Königreich und den Vereinigten Staaten erschien der Film auf DVD.